# Richard Baltzer (Mathematiker)

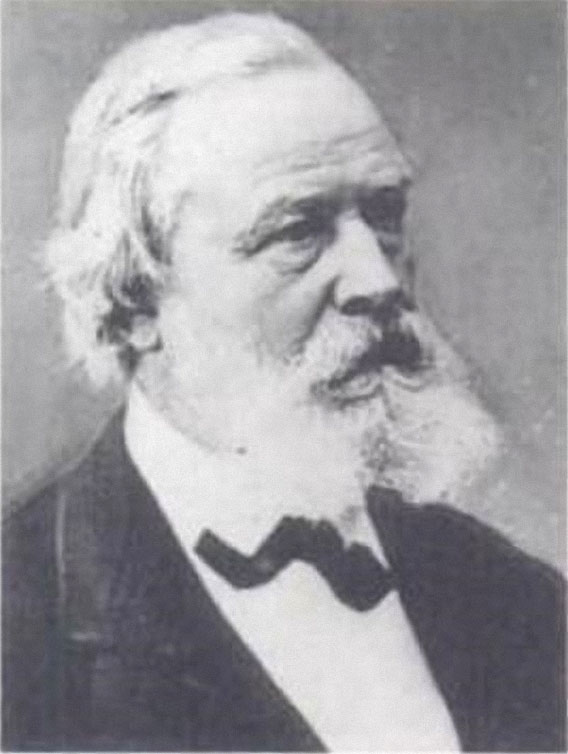
Heinrich Richard Baltzer

Heinrich Richard Baltzer, genannt Richard Baltzer, (* 27. Januar 1818 in Meißen; † 7. November 1887 in Gießen) war ein deutscher Mathematiker.

## Leben
Heinrich Richard Baltzer war der Sohn des Professors an der Fürstenschule Meißen Andreas Karl Baltzer und dessen Frau Augusta Charlotta, Tochter des Christian Beatus Kenzelmann und der Charlotte Christiana Etzler. Er hatte 1830 die kurfürstliche Landesschule St. Afra in Meißen besucht. 1836 nahm er ein Studium der philosophischen Wissenschaften an der Universität Leipzig in Angriff, wobei er sich vor allem mit der Mathematik beschäftigte und am 1. August 1841 zum Doktor der Philosophie promovierte. Noch im selben Jahr wurde er Lehrer an der Gewerbeschule in Chemnitz, 1842 wurde er Oberlehrer an der Kreuzschule in Dresden und 1865 übernahm er eine Professur an derselben Einrichtung.
1864 wurde Baltzer Mitglied der Sächsischen Akademie der Wissenschaften in Leipzig. Er hatte sich durch Buchveröffentlichungen einen Namen gemacht. So veröffentlichte er unter anderem das erste deutsche Lehrbuch über Determinanten. Am 28. April 1869 folgte er einem Ruf als ordentlicher Professor für Mathematik an die Universität Gießen, wo er als Direktor des mathematischen Seminars und des mathematischen Kabinetts bis zu seinem Lebensende wirkte.
Von ihm stammen damals weit verbreitete Mathematiklehrbücher. Die zweite Auflage des zweiten Bandes seiner Elemente der Mathematik (1867) trug wesentlich zum Bekanntwerden der Möglichkeit einer nichteuklidischen Geometrie im deutschsprachigen Raum bei.
Aus seiner am 9. Juni 1854 geschlossenen Ehe mit Jenny, Tochter des Berliner Kammergerichtsrates Eduard Gottheiner, sind die Söhne Andreas Eduard Martin Baltzer (* 7. September 1855 in Dresden) und Franz Baltzer (1857–1927) bekannt.

## Werke
- De chordis linearum et superficierum secundi gradus. Leipzig 1841
- Rechenbuch für den Standpunkt der Mittelschulen. Leipzig 1850
- Die Gleichheit und Aehnlichkeit der Figuren und die Aehnlichkeit Derselben: Ein Supplement der Elementargeometrie. Dresden 1852
- Die Elemente der Mathematik. Leipzig 1860–1862, 2 Bde. U.ö
- Ueber die Auflösungen eines Systems von Gleichungen. 1868 (Online)
- Theorie und Anwendung der Determinanten. Leipzig 1857, 1861 (französisch), 1864, 1881 (5. Auflage), 1980 (Nachdruck)
- Analytische Geometrie. 1882

Herausgeberschaft
- Gesammelte Werke / Bd. 1. Mit e. Bildnisse von Möbius. Leipzig, 1885, 1967 Neudr.